# Vladimir Nazlymov
Vladimir Aliverovič Nazlymov (in russo Владимир Аливерович Назлымов?; Machačkala, 1º novembre 1945) è un ex schermidore sovietico, vincitore di tre medaglie d'oro, due d'argento ed una di bronzo nella scherma ai giochi olimpici. Vincitore anche di due Coppe del Mondo di scherma.